# Palácio do Parque de Caça Ocidental

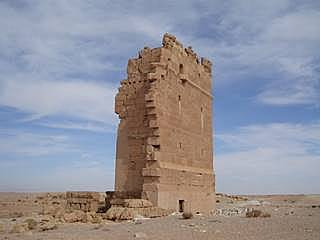
Ruínas do palácio

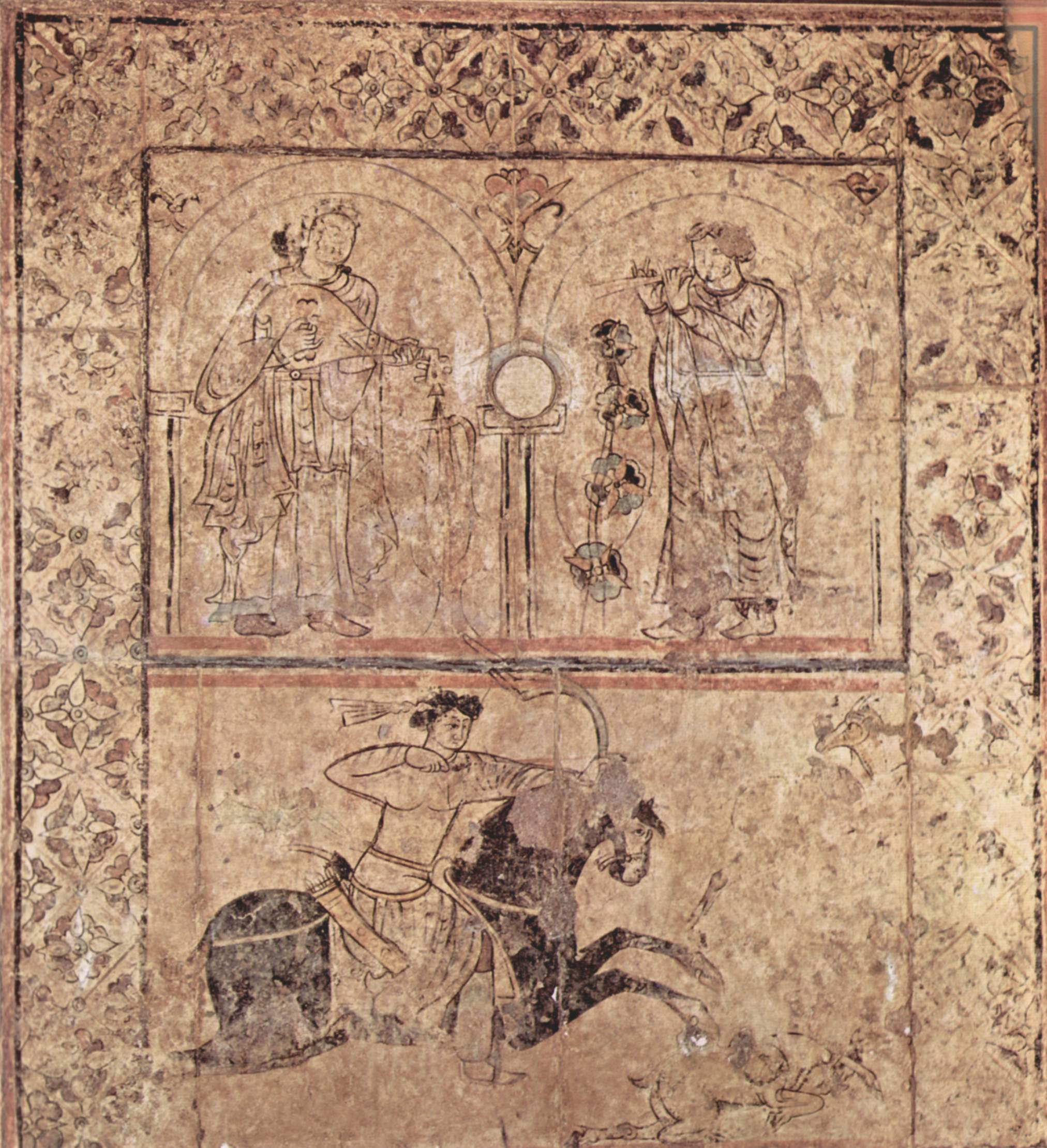
Um dos frescos do palácio

Palácio do Parque de Caça Ocidental (em árabe: قصر الحير الغربي; romaniz.: Qasr el-Heir el-Garbi‎ ou Qasr al-Hayr al-Garbi) é um complexo palaciano situado no Deserto Sírio, 80 quilómetros a oeste-sudoeste de Palmira, na antiga estrada de Damasco, Síria. Tal como o seu gémeo, o castelo-palácio vizinho de Palácio do Parque de Caça Oriental, foi construído entre 724 e 727 pelo califa Hixame
Apesar da magnífica decoração e do uso inteligente do local, foram encontrados muito poucos vestígios de cerâmica e vidro, indicando breve ocupação omíada. O local foi depois usado pelos Aiúbidas e Mamelucos, que o usaram para fins essencialmente militares, tendo sido abandonado definitivamente após as invasões mongóis, durante o século XIII.
Além do castelo e palácio, o sítio inclui um cã (caravançarai), um hamame, um lago artificial e um moinho. O palácio era rodeado de terras agrícolas, abastecidas de água por uma complexa rede de canais subterrâneos que traziam água da barragem romana de Harbaca, situada cerca de 16  a sul. Os califas omíadas, e especialmente Hixame, orgulhavam-se de serem capazes de transformar desertos em exuberantes jardins e hortas destinados a atividades lúdicas, como a caça.
Os edifícios e as terras agrícolas eram rodeados por uma muralha exterior retangular, 1 050 por 442 metros, construída em adobe sobre fundações em cantaria, a qual tinha torres semicirculares que alternavam entre o interior e o exterior e que a suportavam.

## Palácio e hamame
O palácio é quadrado e tem cerca de 70 metros de área. Foi construído pedra calcária lavrada até cerca de dois metros de altura e adobe por cima. A entrada principal encontra-se na fachada oriental e era flanqueada por duas torres semicilíndricas, profusamente decoradas com estuque esculpido com motivos florais e geométricos. Na parte superior têm grandes merlões e janelas estreitas que parecem seteiras. Esta fachada monumental foi cuidadosamente desmontada e trasladada para o Museu Nacional de Damasco, onde serve de entrada principal.
Em cada um dos cantos do edifício há uma torre cilíndrica de pedra, exceto no canto noroeste, em que há uma torre retangular de um mosteiro bizantino do século VI. Há ainda torres semicilíndricas a meio das paredes exteriores norte, oeste e sul. O pavimento exterior da entrada principal é de adobe, que assenta sobre tijolos que por sua vez assentam sobre fundações em pedra. Não obstante o edifício fazer lembrar um forte, os aspetos aparentemente defensivos são meramente ornamentais.
A porta principal dá para um corredor que se abre para um pórtico e para um pátio interior quadrado. O pátio, no qual há vestígios de duas escadarias, é rodeado por dois pisos, ambos de configuração idêntica. Cada um dos pisos tem seis secções ou apartamentos independentes, com vários quartos, um vestíbulo e um lavabo. Sobre as entradas destes aposentos abrem-se janelas em arco decoradas com estuque, por onde era feita a iluminação e o arejamento. O interior era decorado com esplêndidas pinturas, relevos e esculturas, cuja maior parte faz atualmente parte do acervo do Museu Nacional de Damasco. Duas das divisões do palácio eram decoradas com frescos pintados no chão.
A cerca de 30 metros a norte do palácio encontram-se as termas ou hamame. O caldário (área aquecida) é em mármore e tem três divisões, situadas por cima da caldeira de aquecimento. O frigidário (área não aquecida) tem quatro divisões, uma delas com um mirabe, rebocada de forma a imitar mármore. As divisões são cobertas com abóbadas de berço. Havia ainda duas áreas de serviço.

## Cã
O cã, chamado Almil (al-Milh), situa-se 10 quilómetros a noroeste do palácio e é um edifício quadrado com 55 metros de lado, construído em adobe sobre cantaria. É organizado em torno de um pátio central que continua num pórtico com 2,5 metros de profundidade. Nos lados norte, oeste e sul do pátio há três salões compridos. No lado oriental há seis quartos individuais. A entrada principal encontra-se a meio da fachada oriental. Na parte exterior nordeste há uma fonte debaixo de um pórtico. Na esquina sudeste havia uma pequena mesquita, da qual foram descobertos os restos do mirabe. Num dos linteis do cã há uma inscrição onde consta a data de construção, ordenada por Hixame. A inscrição foi realizada segundo a antiga tradição romana, com letras em bronze ligeiramente enterradas na pedra e fixadas com pinos de metal.